# اچ‌ام‌اس گلادیاتور (۱۸۹۶)
اچ‌ام‌اس گلادیاتور (۱۸۹۶) (به انگلیسی: HMS Gladiator (1896)) یک کشتی بود که طول آن ۳۴۲ فوت (۱۰۴ متر) بود. این کشتی در سال ۱۸۹۶ ساخته شد.